# Fannie May Goosby
Fannie May Goosby, (?, 1902 – ?, 1934) amerikai klasszikus bluesénekesnő, zongorista, dalszerző. 1923 és 1928 között számos felvétele jelent meg, melyek közül az egyiket, a „Grievous Blues”-t kétszer is rögzetette. Goosby volt az egyik első női blueszenész, aki saját szerzeményt is vett fel. Életéről kevés ismeret áll rendelkezésre.

## Pályafutása
Bob Eagle és Eric S. LeBlanc blueskutatók szerint Goosby valószínűleg a georgiai Pinehurstben született.
1923.-ban egy atlantai bútorbolt tulajdonosa, aki fontos szerepet játszott az Okeh Records lemezeinek terjesztésében, New Yorkba utazott, hogy új üzleti megállapodást kössön az Okeh Recordsszal. Megkérdezték tőle, hogy ismer-e olyan atlantai előadót, aki indokolttá tenne egy georgiai lemezfelvételi utat. 1923. június 14-én felvették a „The Pawn Shop Blues” című számot, amelyet Lucille Bogan énekelt, Fannie May Goosby pedig a saját szerzeményét, a „Grievous Blues”-t énekelte, amelyhez zongorán kísérte magát. A trombitaszólamot Henry Mason játszotta. Ez a lemez azért nevezetes, mint az első vidéki blues felvétel.
Goosby a legtöbb dalát maga írta, ami akkoriban ritkaságnak számított a női bluesénekesek körében. Ezt követően John Carsont, Lucille Bogant és Fannie May Goosbyt meghívták New Yorkba, hogy további számokat rögzítsenek. Goosby felvett egy másik verziót is a „Grievous Blues”-ból, valamint további öt dalt, amelyek mindegyikét az Okeh adta ki. Goosby 1924. márciusában Viola Bakert is kísérte a „Sweet Man Blues” című felvételén. Goosby további négy számot vett fel 1928. márciusában, amelyek a Brunswick Recordsnál jelentek meg. Ezek egyike a "Fortune Teller Blues" volt, amelyet eredetileg Geneva Gray-jel rögzítettek 1926. végefelé.
Bob Eagle és Eric S. LeBlanc azt mondja, hogy Goosbyról utoljára 1934. körül esett szó New Yorkban. Későbbi életéről nem került elő további életrajzi információ.

## Lemezek
- 1923. június: Grievous Blues
- 1923. szeptember: Grievous Blues
- 1923: I've Got the Blues, That's All
- 1923: I Believe My Man Has Got a Rabbit's Leg
- 1923: Goosby Blues
- 1923: All Alone Blues
- 1923: I've Got a Do Right Daddy Now
- 1928: Fortune Teller Blues
- 1928: Can't Use You Blues
- 1928: Dirty Moaner Blues
- 1928: Stormy Night Blues

### Összeállítások
- Piano Singer's Blues: Women Accompany Themselves (Rosetta Records, 1982) includes Goosby's Fortune Teller Blues
- Female Blues Singers, Vol. 7 (Document Records, 2005) includes Goosby's Grievous Blues and Goosby Blues